# Cian O’Connor

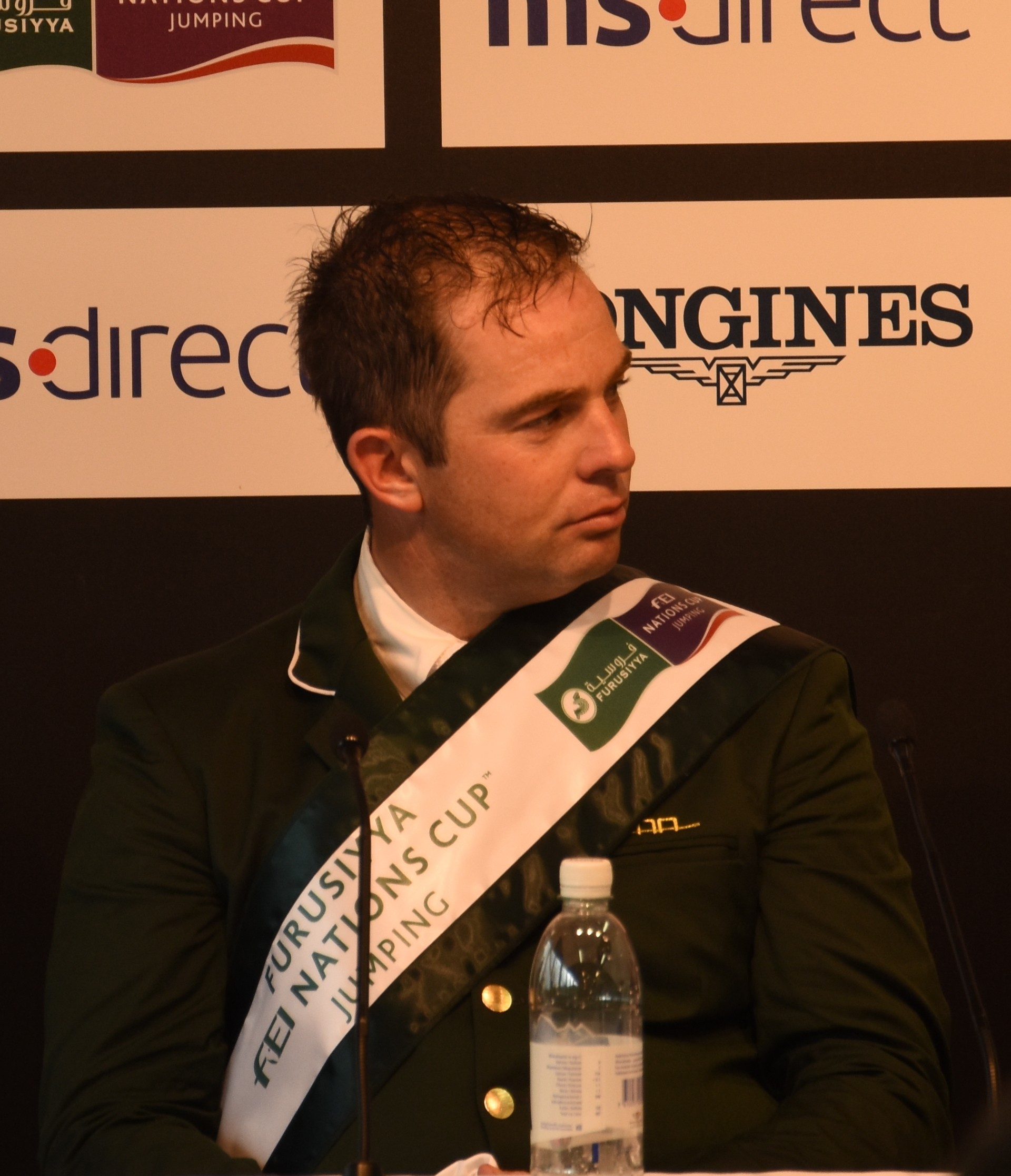
Cian O’Connor 2016

Cian O’Connor (* 12. November 1979 in Dublin) ist ein irischer Springreiter.

## Karriere

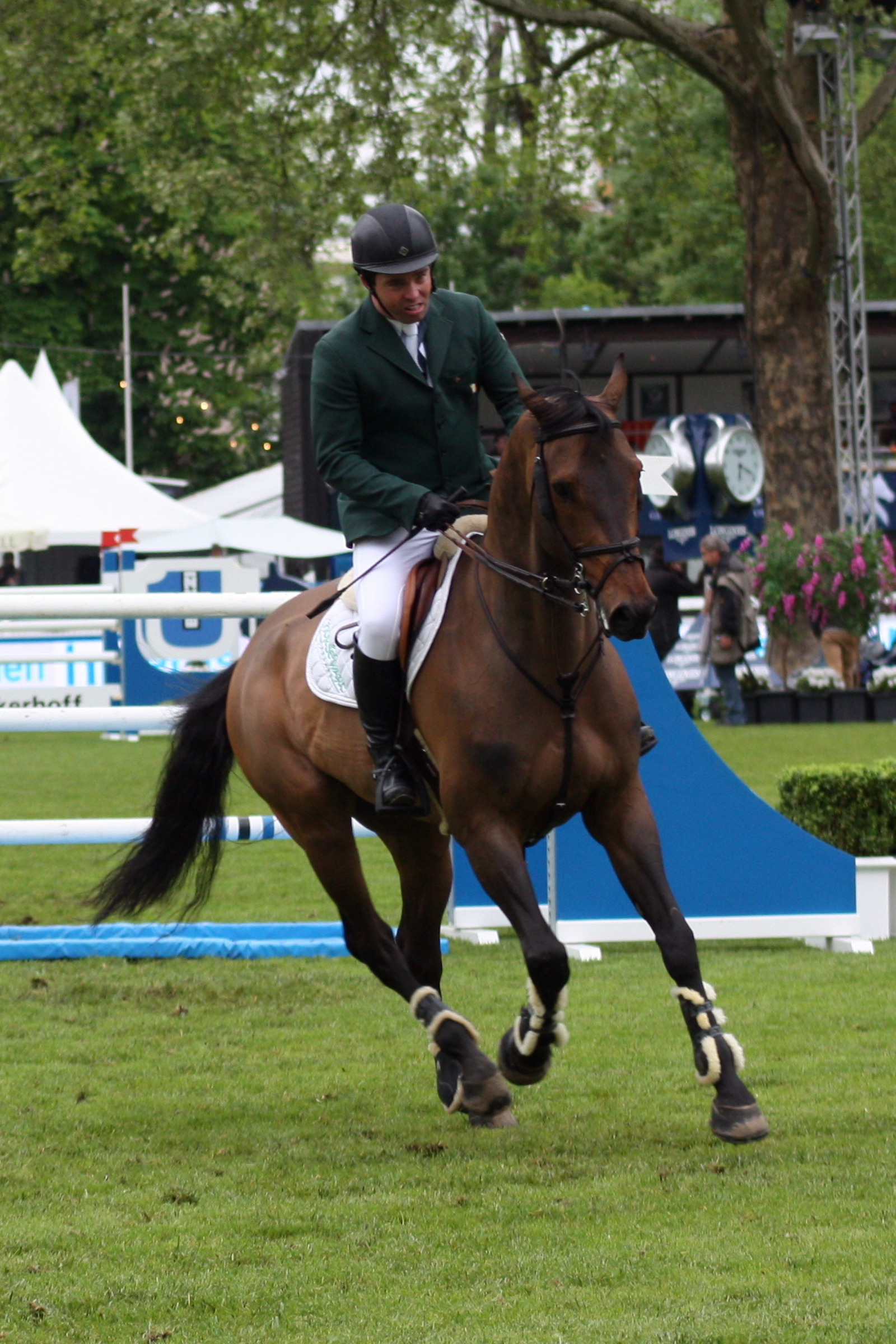
O’Connor mit Cooper beim PfingstTurnier Wiesbaden 2013 (CSI 5*)

Mit 16 Jahren begann O’Connor zu reiten, als er merkte, dass er es im Rugby nie so weit schaffen würde wie sein Großvater, Rugbystar Karl Mullen.
Bei den Olympischen Sommerspielen 2004 in Athen gewann er mit seinem Pferd Waterford Crystal die Einzelgoldmedaille im Springreiten. Am 8. Oktober 2004 stellte sich jedoch heraus, dass Waterford Crystal positiv auf Doping getestet wurde (zu diesem Zeitpunkt wurde noch nicht zwischen Doping und unerlaubter Medikation unterschieden). Teile der B-Probe und die Dokumente wurden damals aus dem irischen FN-Büro gestohlen. Die FEI erkannte ihm die Medaille ab und sperrte ihn für drei Monate von Wettbewerben. Die Einzelgoldmedaille ging an den brasilianischen Springreiter Rodrigo Pessoa.
Im Dezember 2009 wurde O’Connor bei der London Olympia Horse Show mit Rancorrado Zweiter in der Weltcupprüfung und gewann am darauf folgenden Tag den Großen Preis. Er vertrat das irische Team bis 2010 in 40 Nationenpreisen und nahm an Weltcupspringen, Europameisterschaften und Weltmeisterschaften teil.
Nachdem Denis Lynchs Pferd Lantinus wegen einer Hypersensibilität am Pferdebein beim CHIO Aachen 2012 disqualifiziert wurde, zog der irische Pferdesportverband die Olympianominierung Lynchs zurück. Hiervon profitierte Cian O’Connor, der den Einzelstartplatz bei den Olympischen Spielen 2012 übernehmen durfte. Mit Blue Loyd gewann er nach zunächst schwachen Runden in den Qualifikationsprüfungen die Bronzemedaille in der Einzelwertung.
Ab 2015 wurde der Hengst Good Luck zu seinem Erfolgspferd etwa bei Nationenpreisen, so gewann er mit der irischen Equipe 2015 den heimischen Nationenpreis in Dublin und ein Jahr später den Nationenpreis von St. Gallen. 2015 wurde O’Connor mit Good Luck 28. in der Einzelwertung der Europameisterschaften. Die Europameisterschaften zwei Jahre später in Göteborg verliefen noch viel erfolgreicher: Nach dem Gewinn der Mannschafts-Goldmedaille errang er hier auch noch die Einzel-Bronzemedaille. Im September 2017 befand er sich auf Rang 19 der Springreiter-Weltrangliste.
2019 gewann er auf Final zusammen mit der irischen Equipe das Nations-Cup-Finale 2019 im Rahmen des CSIO Barcelona auf dem Gelände des Real Club de Polo de Barcelona und sicherte sich damit das Olympiaticket für Tokio. Dort erreichte er auf Kilkenny zusammen mit dem Briten Scott Brash den 7. Platz. Bei den Olympischen Spielen 2024 in Paris platzierte er sein Pferd Maurice auf Rang 33.

## Privates
O’Connors Großvater war der irische Rugbyspieler Karl Mullen, sein Patenonkel ist Sir Anthony O’Reilly. Cians Schwester Pippa O’Connor arbeitet als Modell.
Am 3. Juli 2002 starb Cians damalige Freundin, die Springreiterin Hazel O'Callaghan, an den Folgen einer Kopfverletzung, die sie sich am 19. Juni beim Entladen eines Pferdes zugezogen hatte.
2004 war er mit der Springreiterin und TV-Moderatorin Rachel Wyse zusammen, ab 2007 hatte er eine Beziehung mit der US-amerikanischen Springreiterin Georgina Bloomberg.
Am 31. Dezember 2011 heiratete er. Aus dieser Ehe ging 2013 ein gemeinsamer Sohn und 2016 eine Tochter hervor.